# The Way Things Go
The Way Things Go, també coneguda pel nom alemany Der Lauf der Dinge (1985-1987) és una pel·lícula dels artistes suïssos Peter Fischli i David Weiss que documenta una llarga reacció en cadena en la qual objectes i materials interactuen entre ells en un magatzem. També és una de les obres d'art més sorprenents i influents produïdes a finals del segle xx. Estimada pel públic i elogiada per l'audiència especialitzada, la peça va ser un dels treballs més populars de la Documenta 8, celebrada a Kassel l'any 1987. Aparentment caòtic però meticulosament coreografiat, el vídeo constitueix una resposta irònica al context artístic i les pràctiques pictòriques dels anys vuitanta, alhora que planteja reflexions sobre els binomis mecanisme i art o determinisme i llibertat, entre d'altres.
Amb motiu del trentè aniversari del film, l'estiu de 2017 la Fundació Joan Miró va organitzar-ne una exposició temporal amb el títol The Way Things Do', comissariada per l'artista Serafín Álvarez i la responsable de programes i projectes de la Fundació, Martina Millà. La mostra inclou la projecció contínua de la pel·lícula original The Way Things Go i presenta noves produccions de tres artistes joves que en fan una relectura: Serafín Álvarez (1985, Espanya), Cécile B. Evans (1983,EUA/Bèlgica) i Daniel Jacoby (1985, Perú) i Yu Araki (1985, Japó).

## Premis
- Berlin International Film Festival, 1988
- Sydney Film Festival, 1988
- Hong Kong International Film Festival, 1988
- San Francisco International Film Festival, 1989
- National Educational Film & Video Festival, 1989 (Gold Apple)